# Rübenburg

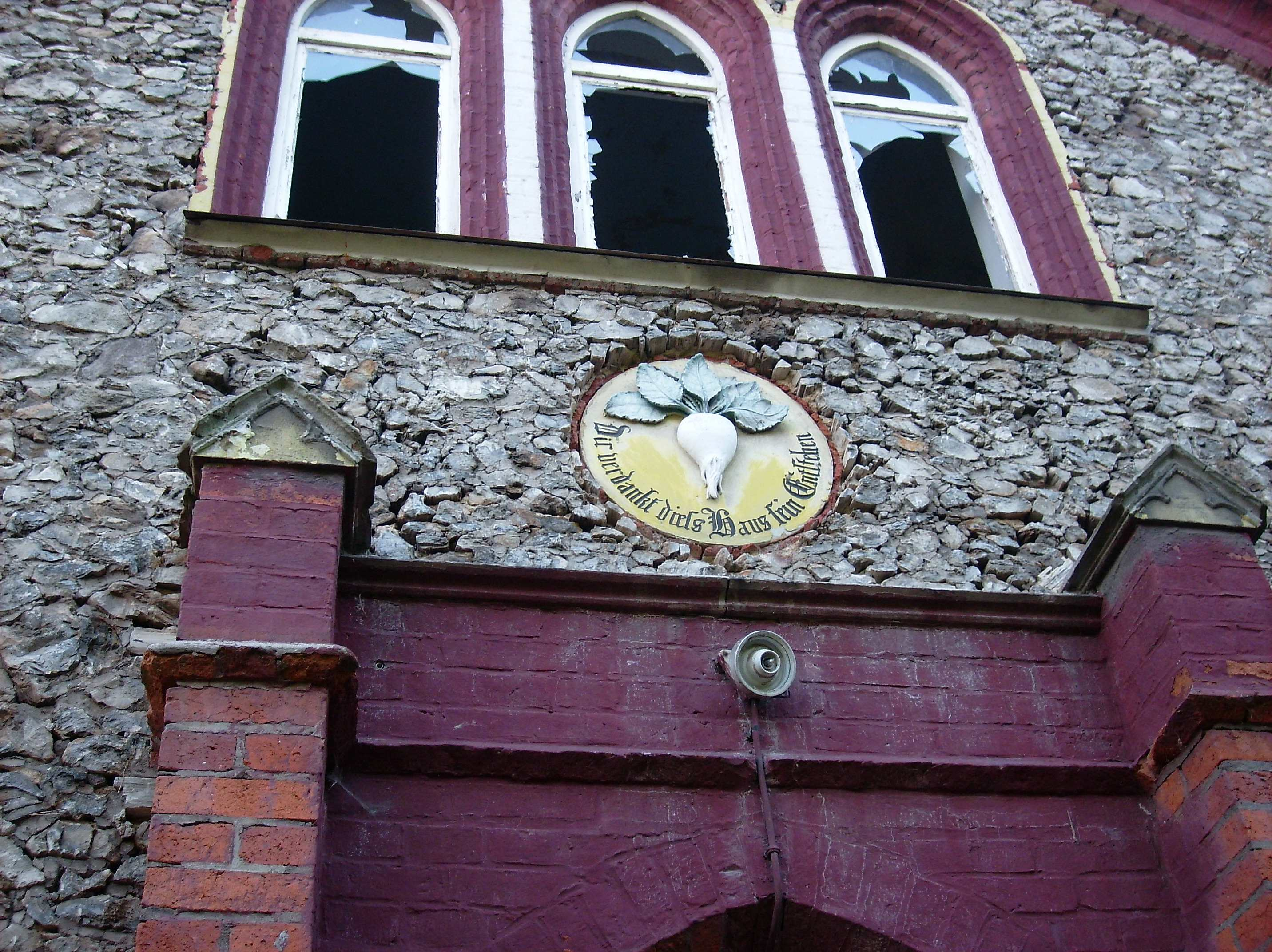
Villa Knauer (Kabelsketal, 19. Jh.), mit programmatischem Zuckerrübenemblem und Inschrift: „Dir verdankt dieſs Haus sein Entstehen“.

Rübenburg (auch Rübenpalast) ist ein volkstümlicher Ausdruck für den villenartigen Neubau eines Bauernhauses. Gemeint sind Häuser, die in Gegenden entstanden sind, deren Bauern durch den Anbau der Zuckerrübe zu einigem Wohlstand gelangten. Die Bezeichnung hat sich vor allem in den Regionen Braunschweig und Magdeburg verbreitet.

## Geschichte

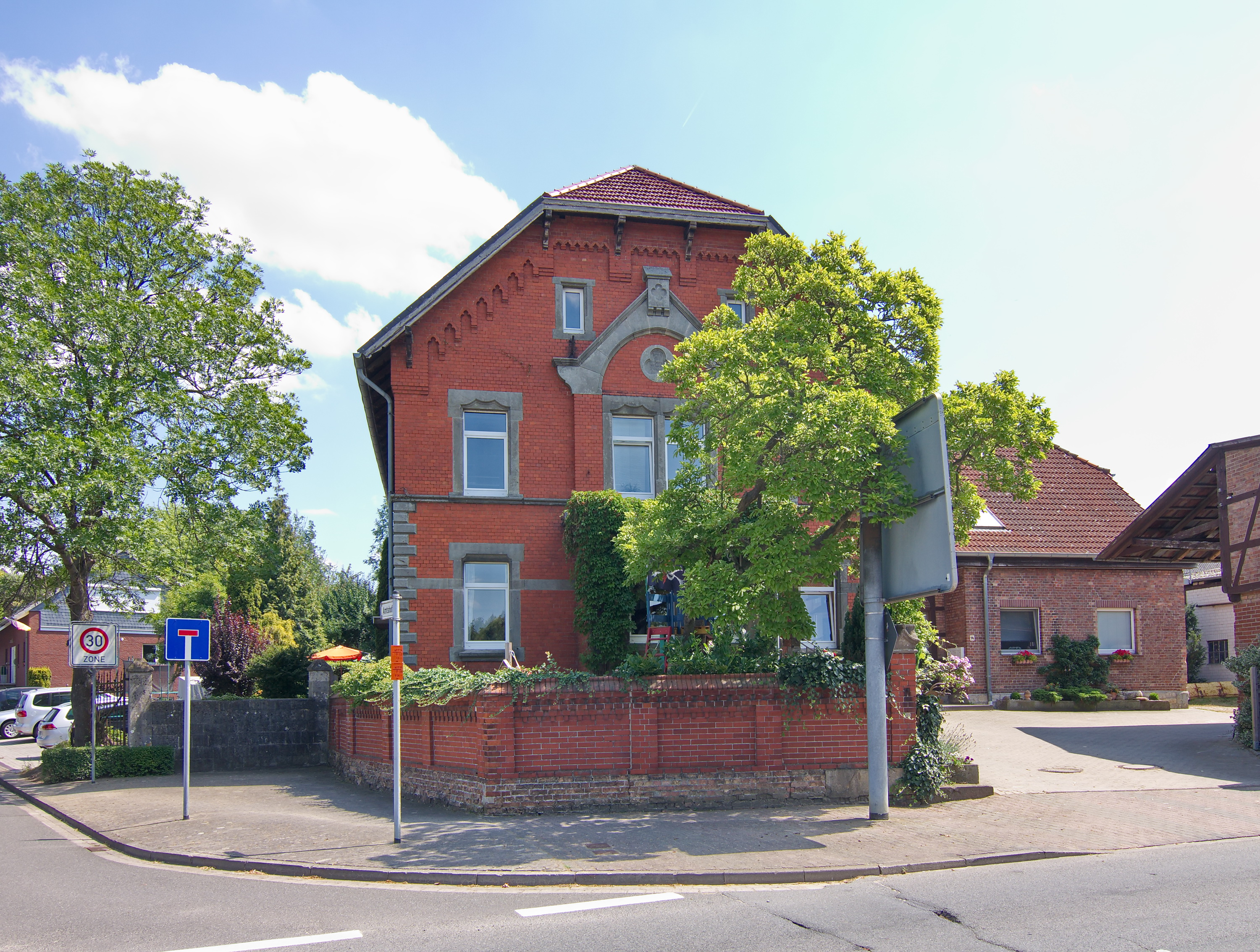
Amtshof im Wolfsburger Stadtteil Ehmen

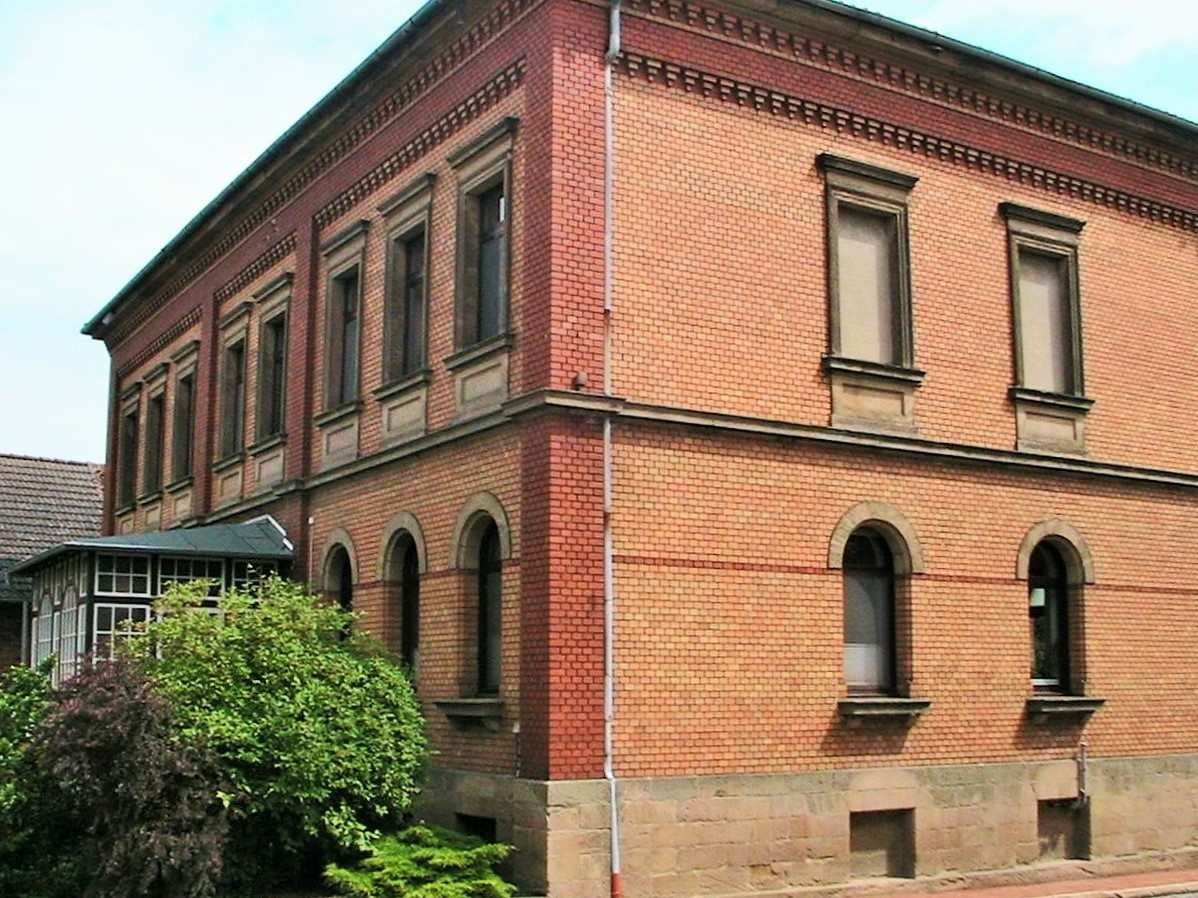
Bäuerliche Villa in Barnstorf im Landkreis Wolfenbüttel

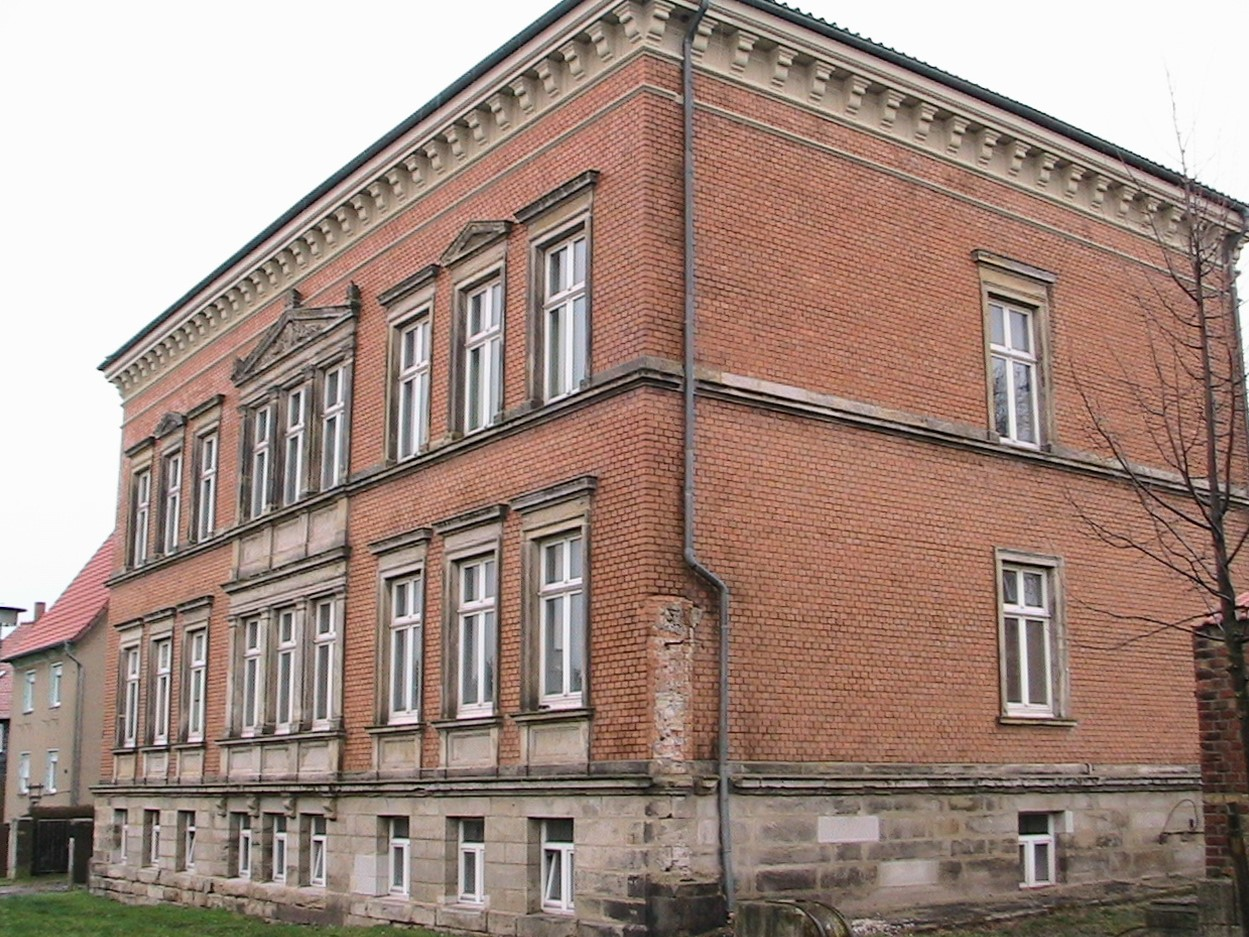
Villa in Pabstorf im Landkreis Harz

Ende des 19. Jahrhunderts setzte sich in Regionen mit geeigneten Böden der Anbau der Zuckerrübe durch. Die Pflanze benötigt tiefgründige, nährstoffreiche Lößböden, die vor allem in den Bördelandschaften vorhanden sind. Eine der größten zusammenhängenden Börderegionen erstreckt sich vom Raum Braunschweig/Hildesheim bis nach Magdeburg. Nach erfolgreicher Züchtung der Zuckerrübe aus der Runkelrübe und mit der Entwicklung neuer Düngemittel war der Boden für die Entstehung der Zuckerindustrie in den Börderegionen bereitet. 
Den Bauern boten sich nach der Bauernbefreiung, die um 1850 vollendet war, neue Möglichkeiten des Wirtschaftens. Als sie mit dem Anbau der Zuckerrübe begannen, entstanden zur selben Zeit die für die Produktion notwendigen Zuckerfabriken. Die Rübenbauern waren an den Fabriken, die meist in nicht allzu großer Entfernung gebaut wurden, als Aktionäre beteiligt (die Anlagen hießen in der Regel „Actien-Zuckerfabrik“). Sie verdienten also nicht nur mit dem Anbau der Zuckerrübe, sondern auch am Verkauf des Zuckers und anderer Endprodukte. 
Auf diese Weise kamen etliche Rübenbauern zu beträchtlichem Wohlstand und brachten das durch den Neubau ihres Wohnhauses zum Ausdruck. Wo vorher das bäuerliche Fachwerkhaus stand, schossen nun steinerne Paläste aus dem Boden. Vielfach orientierte man sich an den bürgerlichen Villen, die zur selben Zeit in den Städten entstanden. Immer wiederkehrende Elemente waren prächtige Treppenaufgänge, große Eingangshallen und Treppenhäuser, Fensterrahmen mit Zementstuck, Ornamente, Säulen, Zwerchgiebel, Balkone, Freisitze. Die Bauherren bevorzugten architektonische Formen der Renaissance und des Historismus. Auf diese Weise versuchten die Bauern, an den Status adliger Gutsbesitzer heranzureichen, deren Herrenhäuser oft nur wenige Meter entfernt standen. 
Dass die Bauern ihren neuen Reichtum auf diese Weise zur Schau stellten, blieb bei der Dorfbevölkerung nicht ohne Reaktion. Neid und Spott über die neue Protzigkeit ließen schnell den Begriff der „Rübenburgen“ entstehen, der sich bis heute im Volksmund erhalten hat. Inzwischen klagen viele heutige Besitzer allerdings auch über die hohen Kosten, die durch den Unterhalt der Gebäude entstehen. 
Daneben erwarben sich die in diesen Gegenden parallel entstandenen wuchtigen Backsteinkirchen den umgangssprachlich-abschätzigen Titel „Rübendom“.